# Stunnträsk
Stunnträsk är en sjö på Ornö i Haninge kommun i Södermanland som ingår i Tyresån-Trosaåns kustområde. Sjön är 40,9 meter djup, har en yta på 0,173 kvadratkilometer och befinner sig 7,8 meter över havet. Den är en av Stockholms djupaste sjöar, endast två delar av Mälaren är djupare. Vid provfiske har bland annat abborre, gers, gädda och mört fångats i sjön. Sjön har även flera relikter från istiden, bland annat skorv, även kallad ishavsgråsugga (Saduria entomon). Skorv finns i Östersjön men har bara hittats i ett tiotal svenska sjöar. 
Stunnträsk är näringsfattig och opåverkad och har av Naturvårdsverket och Länsstyrelsen pekats ut som nationellt värdefullt vatten.

## Delavrinningsområde
Stunnträsk ingår i delavrinningsområde (655166-165062) som SMHI kallar för Rinner till Hanstensfjärden. Medelhöjden är 17 meter över havet och ytan är 27,08 kvadratkilometer. Det finns inga avrinningsområden uppströms utan avrinningsområdet är högsta punkten. Avrinningsområdets utflöde mynnar i havet, utan att ha någon enskild mynningsplats.

## Fisk
Vid provfiske har följande fisk fångats i sjön:
- Abborre
- Gärs
- Gädda
- Mört
- Sarv